# Pierre Chappaz

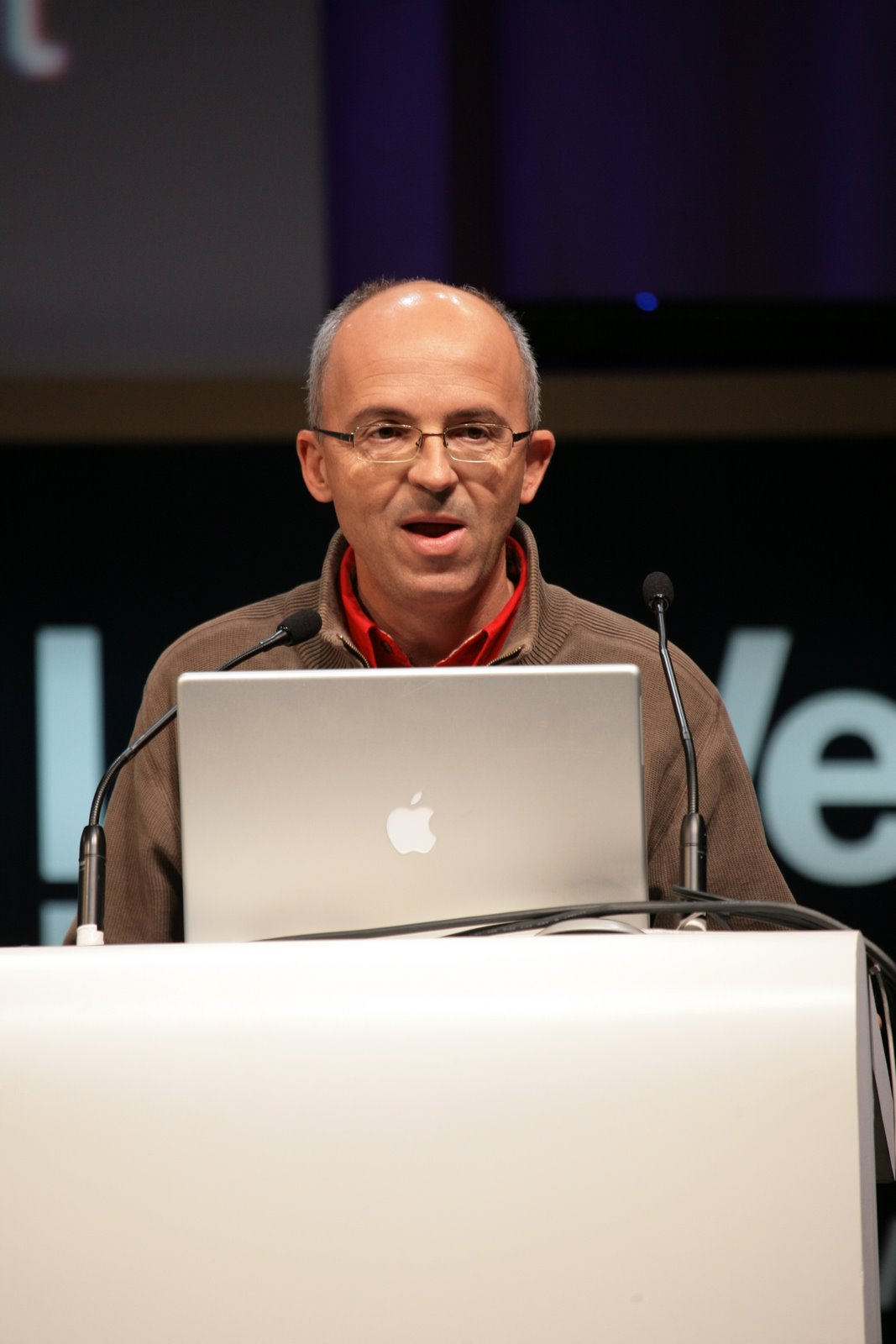
Pierre Chappaz (2008)

Pierre Chappaz (* 12. April 1959 in Toulon) ist ein französischer Unternehmer. Er ist einer der Gründer von Kelkoo und von Wikio.

## Werdegang
Schüler der École Centrale Paris, arbeitete er kurz bei der Weltbank und trug dann zur Ausgestaltung der Cité des sciences et de l’industrie in La Villette bei und arbeitete dann bei Futuroscope in Poitiers, unter anderen mit Thierry Breton.
Er schuf sodann das Festival für Unternehmens-Dokumentation und danach trat er in das Beratungsunternehmen Bernard Krief Consultants ein, wo er Nachfolger von Jean-Pierre Raffarin war.
Anschließend arbeitete er bei IBM, Toshiba und Computer Associates.
Im Jahr 1999 war er einer von fünf Mitgründern des Preisvergleichsportals Kelkoo.
Kelkoo wurde 2004 an Yahoo verkauft. Im Anschluss war Chappaz kurzzeitig Direktor von Yahoo Europa.
2005 wurde Chappaz Berater des schweizerischen Investmentfonds Internet Index Ventures.
2005 schuf er Wikio, ein Informationsportal zur Suche über Websites und Blogs; bis Juli 2007 war er zudem einer der Leiter der Internetplattform Netvibes.
Im Dezember 2007 investierte er, einem Wettbewerb auf seinem Blog folgend, in zwei französische Startups: Hellotipi und eBuzzing. 2014 übernahm er Chappaz den Video-Vermarkter Teads und fusionierte ihn anschließend mit eBuzzing.
Daneben ist er auch Kolumnist der Zeitung Libération.

## Privates
Chappaz ist verheiratet und Vater von drei Kindern.